# 강미주 (작곡가)
강미주(1997년 5월 20일 ~)는 대한민국의 작곡가, 피아니스트다. 2019년 싱글 《하늘》로 데뷔했다.

## 방송
- 풍류대장 - 힙한 소리꾼들의 전쟁 (2021) - Top6(6위)

## 음반
- 하늘 (2019)

### 조미료 크로스
- 대화 (對花): 꽃에 대하여 (2020)

### 온도
- 풍류대장 - 힙한 소리꾼들의 전쟁 Episode.6 (2021)
- 풍류대장 - 힙한 소리꾼들의 전쟁 Episode.9 (2021)
- 풍류대장 - 힙한 소리꾼들의 전쟁 Episode.11 (2021)

## 공연
- ‘풍류대장’ 전국투어 콘서트 (2021~2022)